# Estación de La Garena
La Garena es un apeadero ferroviario situado en el barrio homónimo en el municipio español de Alcalá de Henares. Forma parte de las líneas C-2, C-7 y C-8 de Cercanías Madrid.

## Situación ferroviaria
El apeadero se encuentra en el punto kilométrico 31 de la línea férrea de ancho ibérico que une Madrid con Barcelona a 583 metros de altitud.

## La estación
Fue puesta en servicio el 22 de mayo del 2004 y recibió un año después un premio a la mejor actuación inmobiliaria de carácter no residencial en el Salón Inmobiliario de Madrid. Además de dar servicio al barrio lo da también al centro comercial La Garena, situado a menos de 500 m.

## Servicios ferroviarios

### Cercanías
El apeadero forma parte de las líneas C-2, C-7 y C-8 de la red de Cercanías Madrid.
| procedencia/destino                              | < estación       | Línea | estación >        | destino/procedencia |
| ------------------------------------------------ | ---------------- | ----- | ----------------- | ------------------- |
| Chamartín                                        | Soto del Henares |       | Alcalá de Henares | Guadalajara         |
| Príncipe Pío                                     | Soto del Henares |       | Alcalá de Henares | Alcalá de Henares   |
| Cercedilla                                       | Soto del Henares |       | Alcalá de Henares | Guadalajara         |
| Santa María de la Alameda-Peguerinos El Escorial | Soto del Henares |       | Alcalá de Henares | Guadalajara         |

## Conexiones

### Autobuses
| Diurnos |                                              |                                          |          |
| Línea   | Destino                                      | Parada                                   | Operador |
| 227     | Alcalá de Henares (Espartales - Universidad) | 12682 Av. Juan Carlos I - Est. La Garena | ALSA     |
| 227     | Madrid (Avenida de América)                  | 12683 Av. Juan Carlos I - Est. La Garena | ALSA     |

| Diurnos |                              |                                              |           |
| Línea   | Destino                      | Parada                                       | Operador  |
| 11      | Est. Alcalá Universidad      | 12682 Av. Juan Carlos I - Est. La Garena     | Alcalábus |
| 11      | La Garena                    | 12683 Av. Juan Carlos I - Est. La Garena     | Alcalábus |
| 1A      | Circular Alcalá de Henares A | 15629 Gta. Fernando VII - Est. La Garena     | Alcalábus |
| 1B      | Circular Alcalá de Henares B | 15629 Gta. Fernando VII - Est. La Garena     | Alcalábus |
| 6       | Virgen del Val               | 20789 Fernando Fernán Gómez - Est. La Garena | Alcalábus |